# Зенгентал
Зенгентал (њем. Sengenthal) општина је у њемачкој савезној држави Баварска. Једно је од 19 општинских средишта округа Нојмаркт (Горњи Палатинат). Према процјени из 2010. у општини је живјело 2.741 становника. Посједује регионалну шифру (AGS) 9373159.

## Географски и демографски подаци
Зенгентал се налази у савезној држави Баварска у округу Нојмаркт (Горњи Палатинат). Општина се налази на надморској висини од 434 метра. Површина општине износи 28,5 km². У самом мјесту је, према процјени из 2010. године, живјело 2.741 становника. Просјечна густина становништва износи 96 становника/km².